# Bohumil Belada
Bohumil Karel Belada (15. listopadu 1874 Křivsoudov – 31. října 1964 Praha) byl český architekt, stavitel a podnikatel. Za svou kariéru vypracoval se svou firmou celou řadu staveb na území Čech, především pak v Praze. Specializoval se především na přípravu povrchu pro stavbu budov, kanalizační sítě a projekty vodárenských staveb. V roce 1926 předložil ve spolupráci s inženýrem Vladimírem Listem pražským zastupitelům návrh na výstavbu čtyř podzemních tratí pod názvem Podzemní rychlá dráha pro Prahu, který se stal částečnou předlohou podoby pozdějšího pražského metra. Činnými staviteli byli rovněž jeho bratři Antonín a Karel.

## Život

### Mládí a praxe
Narodil se v městečku Křivsoudov nedaleko Vlašimi do rodiny pekaře Aloise Belady a Terezie roz. Staňkové. Navštěvoval gymnázium v Jihlavě, posléze přestoupil na pražské gymnázium v Ječné ulici. V letech 1893–1897 studoval inženýrské stavitelství na pražské polytechnice. Po ukončení studia sbíral několik let praktické zkušenosti jako inženýr - projektant u budapešťské stavební firmy G. Gregersen a synové, realizující např. stavbu pozdějšího pražského mostu Legií. V roce 1900 získal stipendium města Prahy ke studijní cestě po Evropě. Po návratu z cest nastoupil k vídeňské firmě C. Korte, realizující vodní stavby. Zde se podílel např. na stavbě vodárny v lázních Baden-Reichenau, první čističky odpadních vod v Rakousko-Uhersku či na realizaci lázeňských vrtů v Trenčianských Teplicích a na dalších místech. V roce 1904 absolvoval studijní cestu do USA. V roce 1909 navrhoval ve spolupráci se stavební kanceláří Aloise Richtera secesní nájemný dům č. p. 184/X v ulici Za Poříčskou bránou v Praze.
Od roku 1910 podnikal samostatně ve své firmě B. Belada a spol., vodní a pozemní stavby. Firma provedla řadu staveb, např. vodárnu města Josefova (1912), vodovod a hydroelektrárnu v Lounech (1913–1918).  Roku 1920 se pak spojil s bratrem Karlem a založili společnost s názvem  Ing. Bohumil Belada & spol. Firma realizovala pozemní i vodní stavby, specializovala se pak především na stavbu vodáren, vodovodních zařízení či hydroelektráren v řadě českých měst. Vedle samostatně realizovaných projektů byl jednou z největších zakázek firmy hydrogeologický průzkum přípravy povrchu pro stavbu Strahovského stadionu. Rovněž ve 20. letech 20. století provedla firma výstavbu rodinné vily Bohumila Belady na vrcholu srázu nad pražskými Košíři podle návrhu architekta Jana Chládka. Rozlohou pozemku a svými rozměry je jednou z největších vil v Praze. Ve 30. letech 20. století provedla společnost rovněž několik armádních stavebních zakázek pro stavbu armádních objektů, mj. tzv. řopíků, menších pěchotních bunkrů budovaných u hranic s Německem jakožto součást obranného opevnění Československa.
Belada byl rovněž autorem odborné literatury z oboru vodárenství.

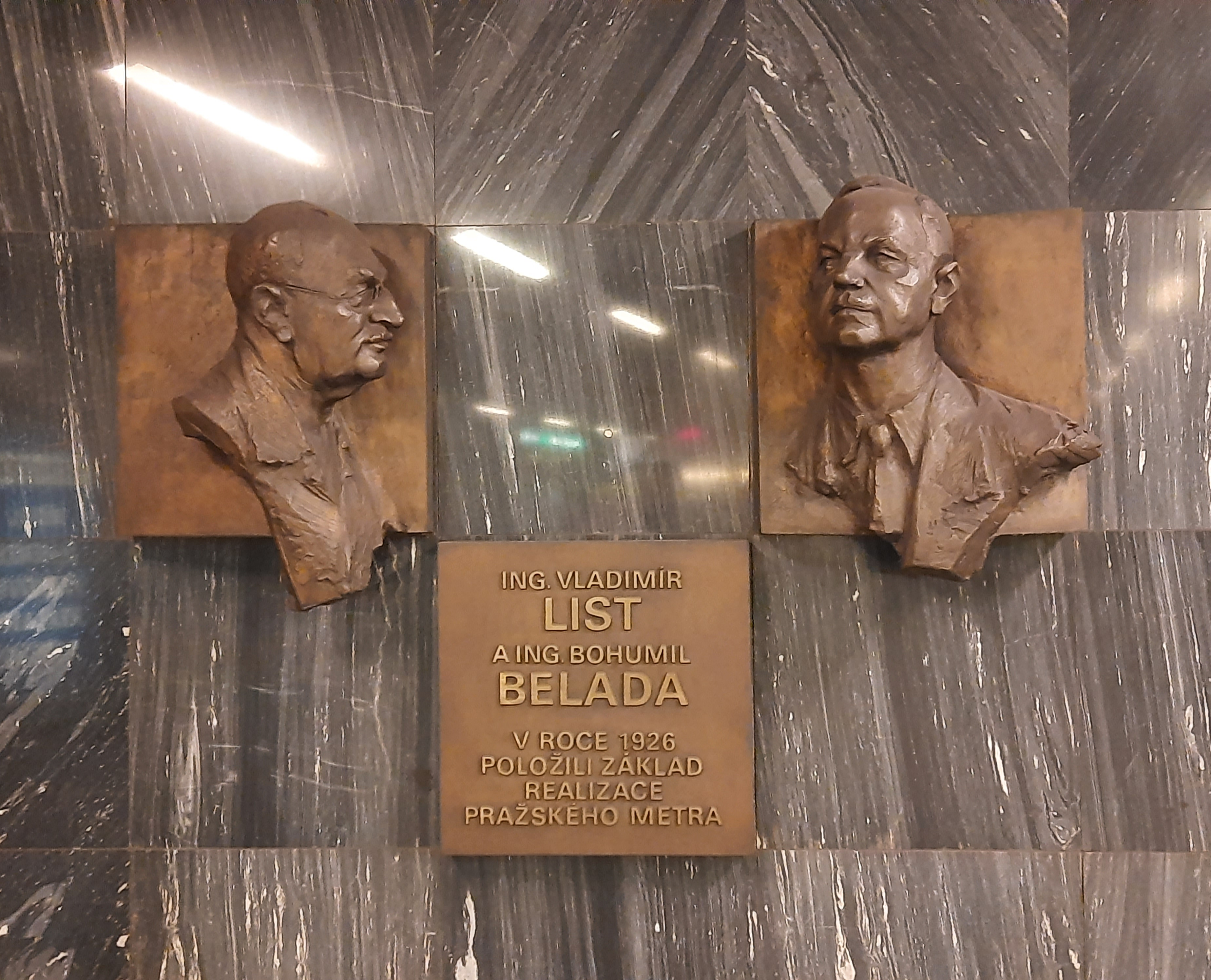
Busty Vladimíra Lista a Bohumila Belady (vpravo) ve vestibulu stanice Muzeum

### Návrh pražského metra
Ve spojení s inženýrem brněnské techniky Vladimírem Listem společně vypracovali pozoruhodný návrh možné podoby pražského metra. Ten odmítal tehdy prosazovanou variantu výstavby linek podzemní tramvaje a prosazoval metro dle vzoru evropských měst. List vypracoval technické parametry tělesa dráhy, Belada pak na základně zkoumání vhodného podloží koordinoval trasování linek. Výsledkem byla koncepce čtyř linek metra, předložená roku 1926 pražskému primátorovi Karlu Baxovi. Ačkoliv se výstavbu metra podařilo v Praze vinou organizačních neshod a příchodem druhé světové války realizovat až začátkem 70. let 20. století, byl návrh Lista a Belady jednou ze stěžejních koncepcí, ze kterých tvůrci sítě metra posléze vycházeli (zejména v trajektorii trasy metra A).
Po únoru 1948 bylo Beladovo podnikání znárodněno. Vila byla jeho rodině zabavena a posléze se z ní stalo pražské velvyslanectví Indonésie.

### Úmrtí
Bohumil Belada zemřel 31. října 1964 v Praze ve věku 89 let.
Roku 1992 byly Listovi a Beladovi odhaleny busty ve vestibulu stanice metra Muzeum, které jejich vizionářský projekt připomínají.

## Dílo (výběr)
- Sídlo nakladatelství J. R. Vilímka, Opatovická, Praha (1926–1927, arch. Jan Chládek)
- Palác Šramota s kavárnou Lloyd, Na Příkopech, Praha (1926–1927)
- Palác Valdek, náměstí Míru, Praha (1928–1930, spolu s Antonínem Beladou)
- Vlastní vila, Na Julisce 5, Praha-Košíře (1926–1927, arch. Jan Chládek)
- Sídlo ČTK, Opletalova 5, Praha (1929–1930, arch. Václav Velvarský)
- Státní zdravotní ústav, Vinohrady, Praha
- Husův sbor na Vinohradech, Praha (1930–1935, arch. Pavel Janák)
- Nákladové nádraží Žižkov, Praha (1936, spolupráce více firem)
- Oprava vyšehradské zbrojnice po požáru (1937)

## Galerie

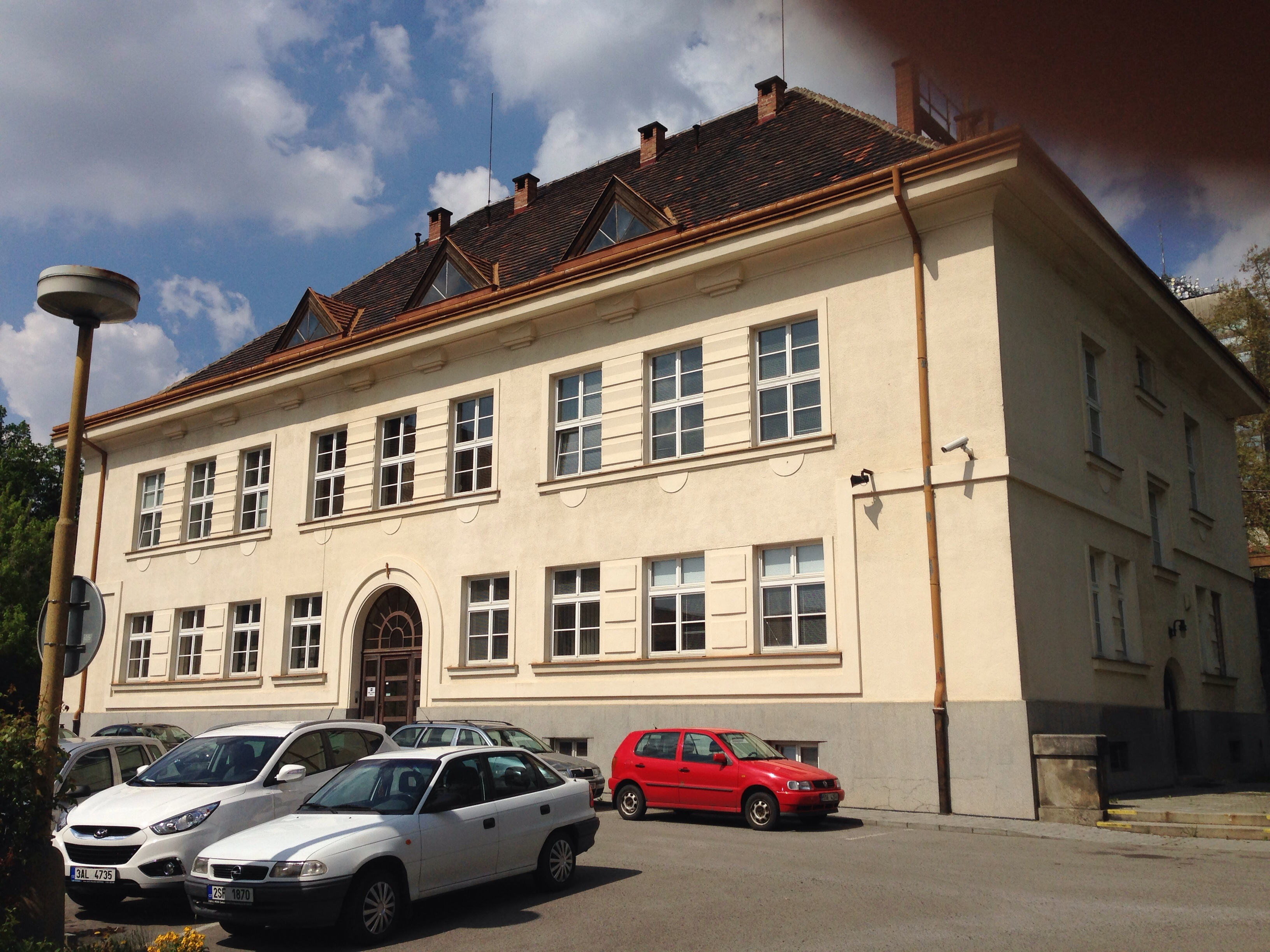
Státní zdravotní ústav, Praha
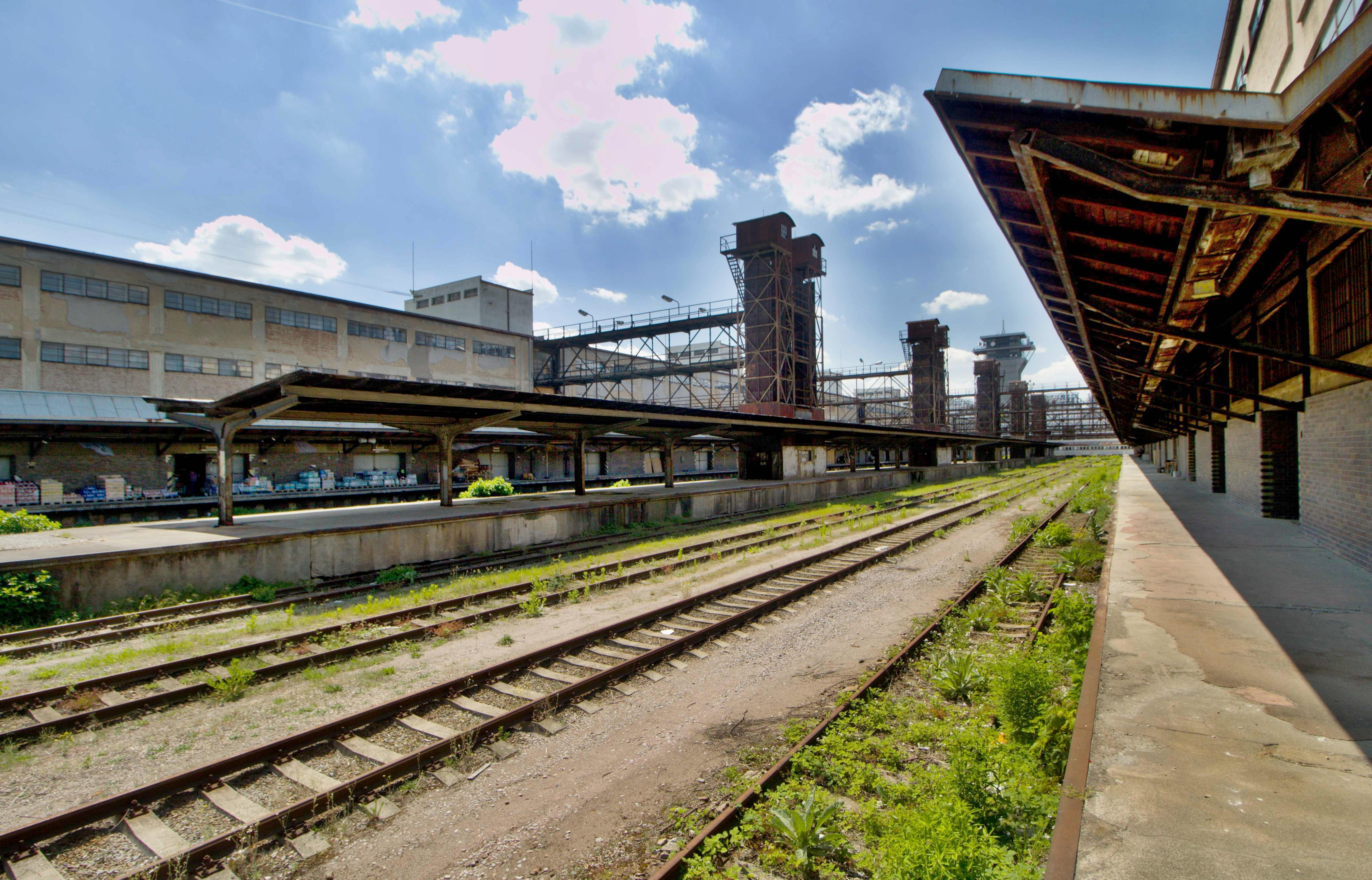
Nákladové nádraží Žižkov
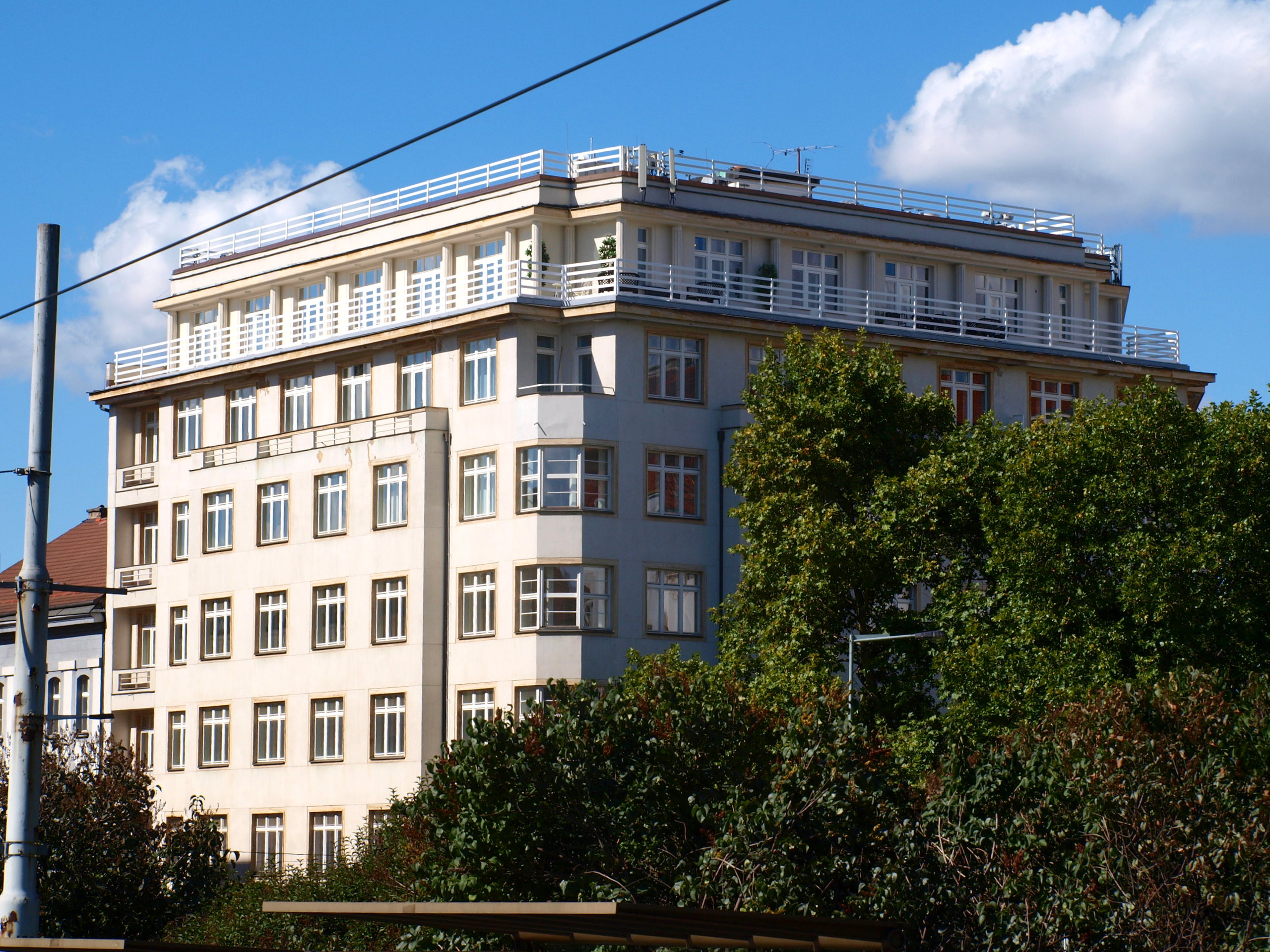
Palác Valdek, Praha
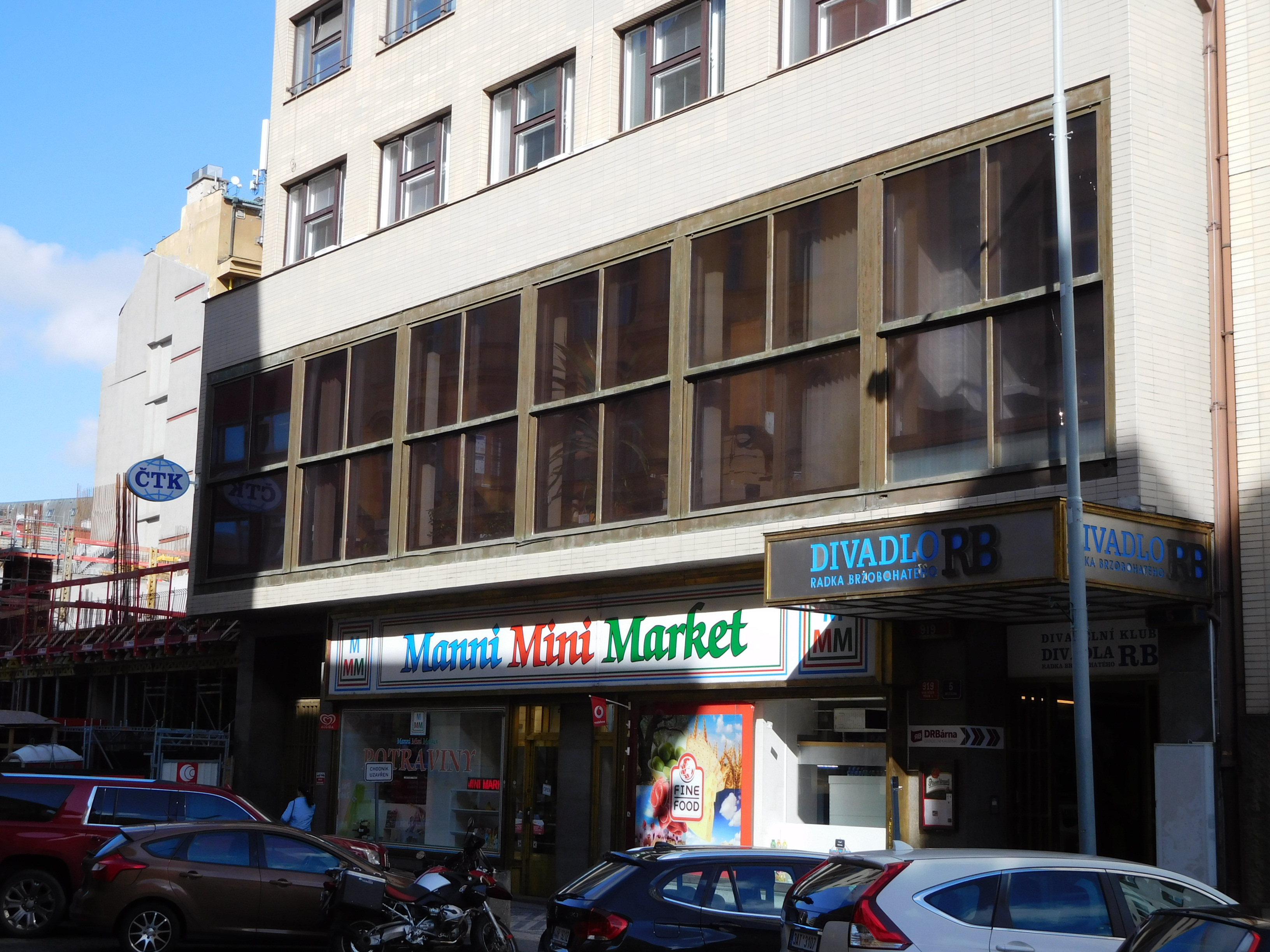
Sídlo ČTK, Praha
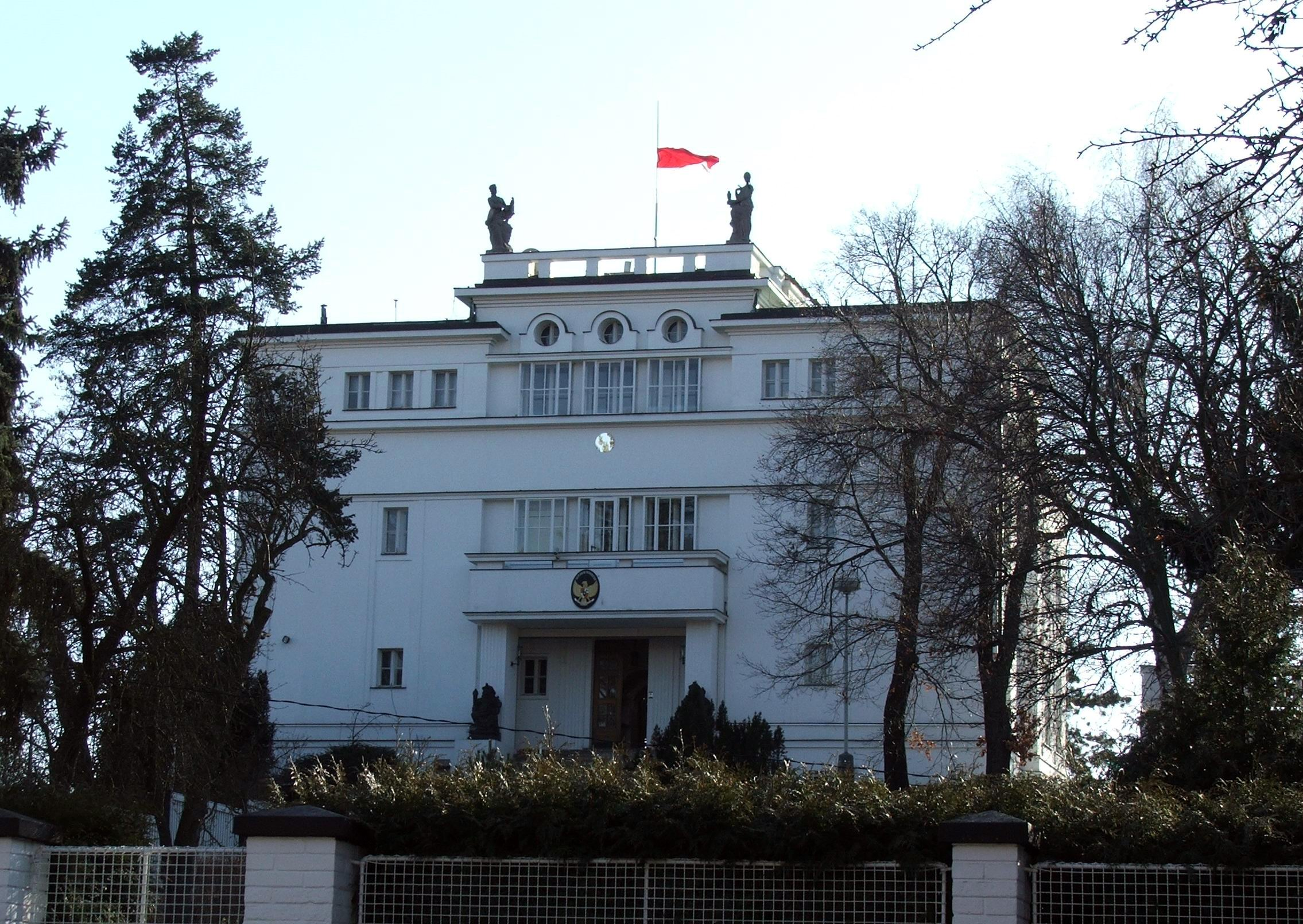
Vila Bohumila Belady (posléze velvyslanectví Indonésie), Praha
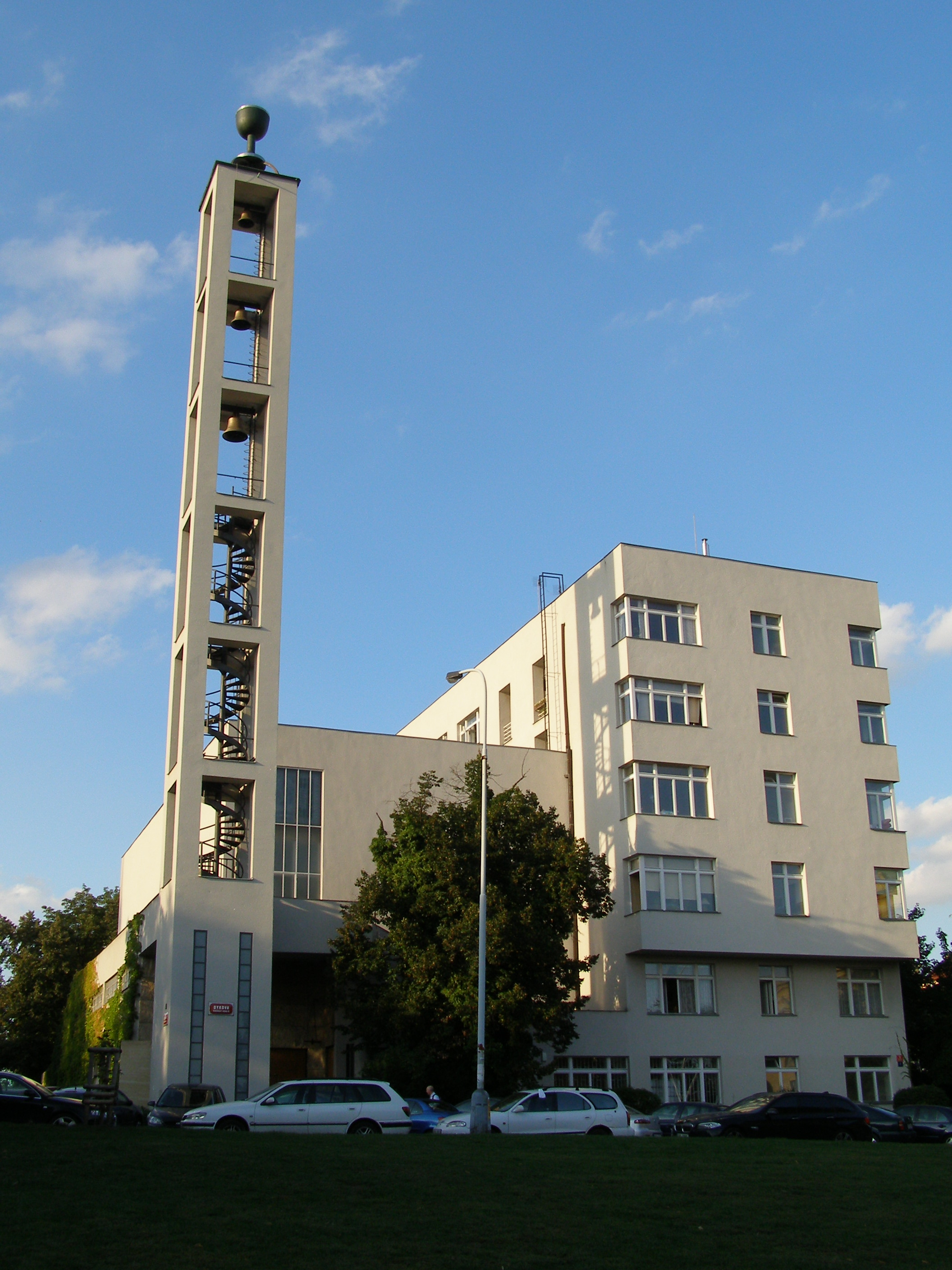
Husův sbor na Vinohradech, Praha-Vinohrady
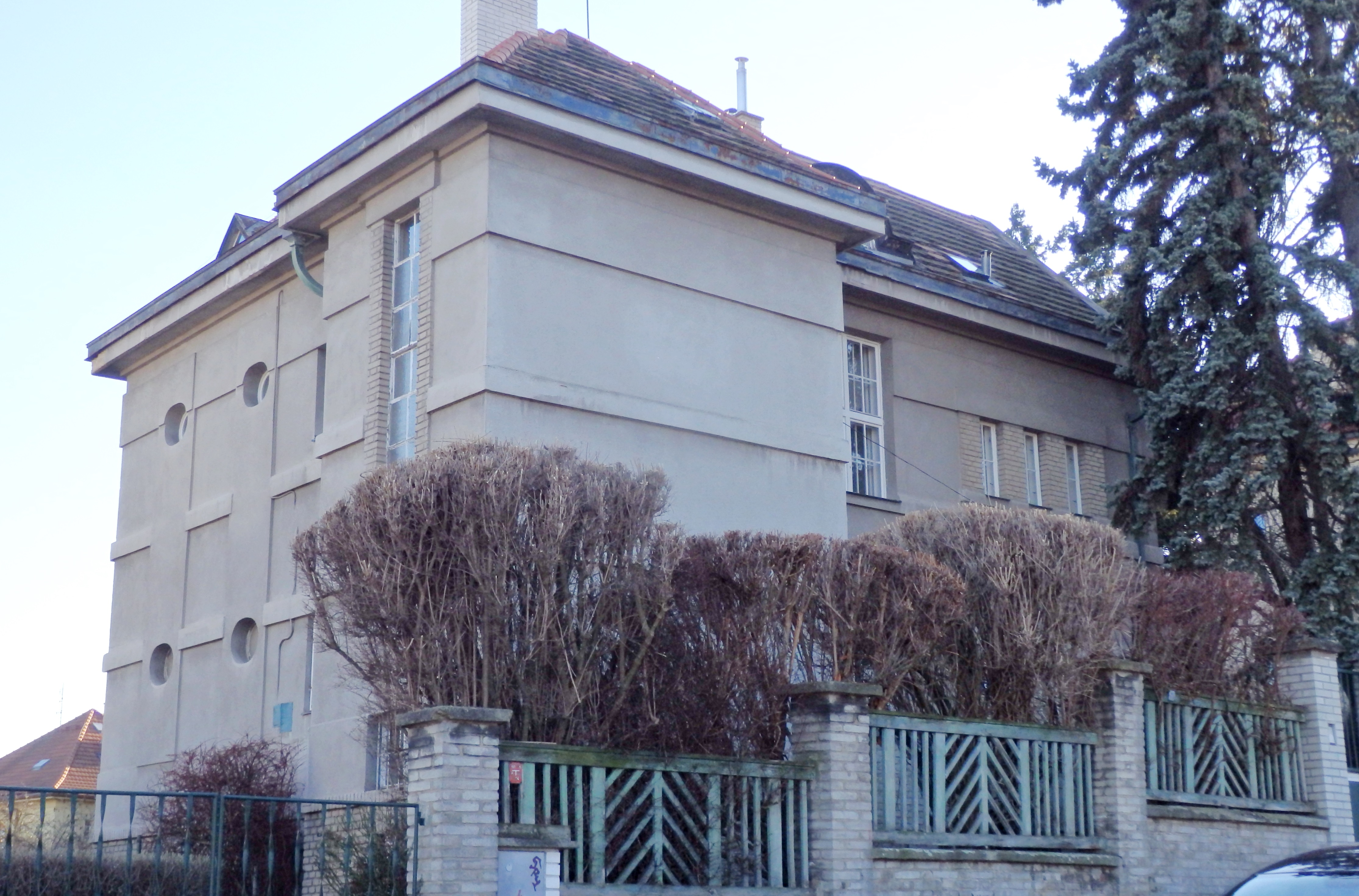
Vila v Praze 6, Na Julisce čp 1102 / 5